# Joseph Soumy
Pour les articles homonymes, voir Soumy (homonymie).
Joseph Soumy, né le 28 février 1831 au Puy-en-Velay et mort le 26 juillet 1863 à Saint-Genis-Laval, est un peintre, lithographe et buriniste français.
Il vécut quai Saint-Michel à Paris et, à la suite de l'obtention du grand prix de Rome de gravure, effectua plusieurs séjours dans la capitale italienne.

## Biographie
Joseph Soumy naît au Puy-en-Velay dans une maison dont son père, voyageur de commerce pour une librairie de Lyon, est fréquemment éloigné et où sa mère, « fort instruite et qui avait été maîtresse de pension », l'éduque dans un climat décrit par Philippe Burty comme œdipien, « avec cette passion inquiète et égoïste des femmes dont l'époux est forcé, par sa profession, de quitter souvent le logis. Plus tard, elle s'installera près de lui à Paris et, lorsque Soumy la perdra, pendant son séjour à Rome, il se sentira en proie à l'isolement le plus cruel qui se puisse imaginer ».
À l'École des beaux-arts de Lyon à partir de 1846, Joseph Soumy est l'élève des peintres Jean-Baptiste Louis Guy et Claude Bonnefond, du graveur Victor Vibert. Il entre en mai 1852 à l'École des beaux-arts de Paris où il est élève en gravure de Louis-Pierre Henriquel-Dupont.

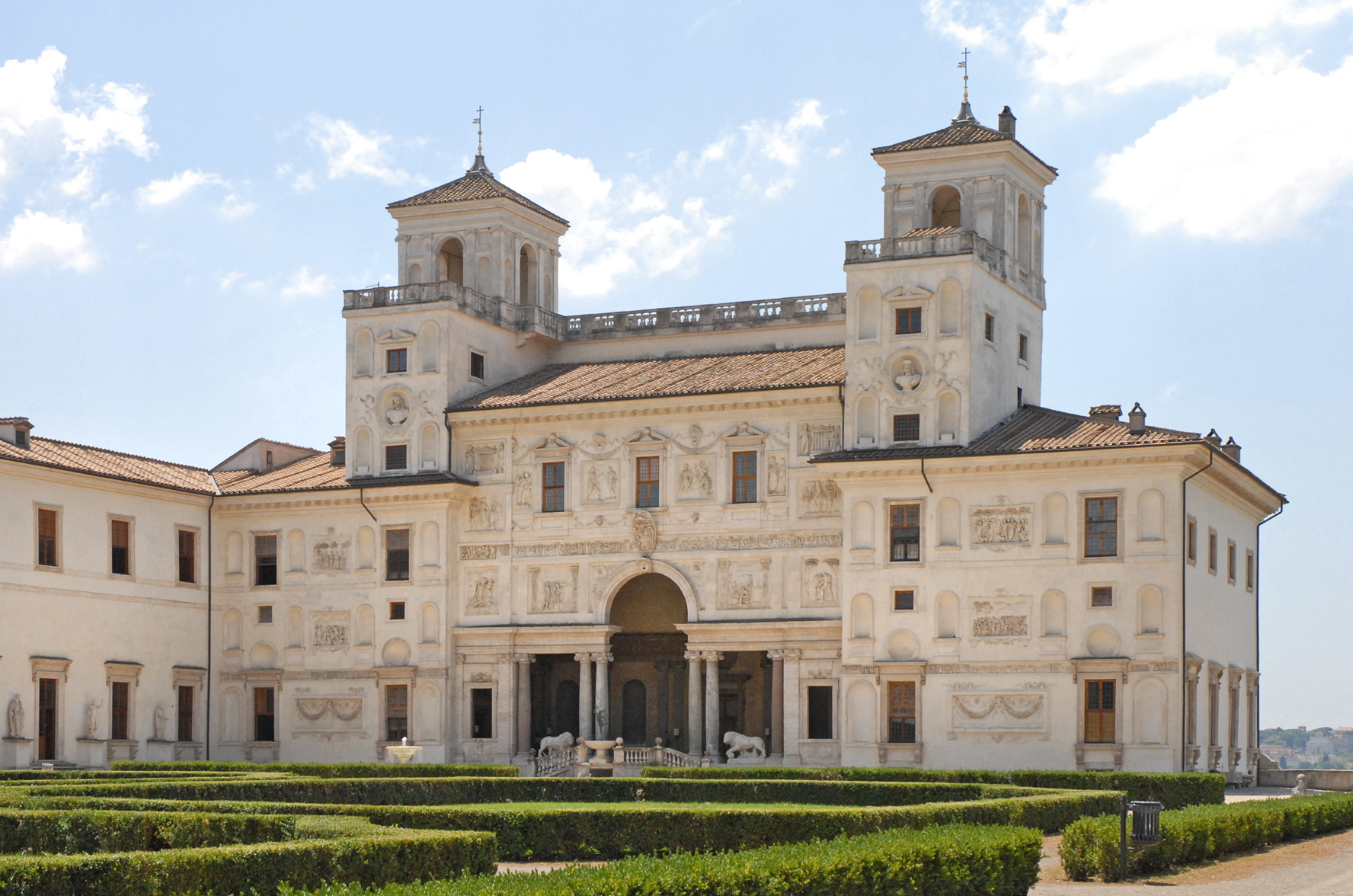
La villa Médicis à Rome.

Le grand prix de Rome de 1854 vaut à Joseph Soumy de partir en janvier 1855 pour la villa Medicis et de dessiner d'après Michel-Ange à la chapelle Sixtine, d'après Giorgione au palazzo Doria-Spinola, de graver le portrait de François Ier d'après Le Titien. C'est là qu'il se lie d'une amitié durable avec François Chifflart, futur beau-frère de l'éditeur d'estampes Alfred Cadart, de même qu'avec Jean-Baptiste Carpeaux, autre passionné de Michel-Ange, avec qui il fortifie sa pratique de la peinture (Carpeaux, réciproquement, se dira élève de Soumy pour la rare part gravée de son œuvre) et dont, vers 1860, il brossera deux portraits,. 
À son retour à Paris où il s'adonne à la gravure, le Dictionnaire Bénézit l'évoque menant « une vie peu régulière ». Philippe Auquier et Jean-Baptiste Astier restituent plus précisément que, revenu à Paris en 1857, Joseph Soumy s'y marie et se trouve veuf quelques semaines plus tard seulement. Gérald Schurr observe qu'« il envoie au Salon de Paris, en 1859 et en 1861, des paysages d'Italie précis et poétiques, largement composés, des portraits graves au tracé énergique et souple, tel celui de Carpeaux », où l'on voit aussi cependant son dessin d'après Michel-Ange, La Création de l'Homme, élogieusement remarqué. Écrasé de travail et souffrant moralement, il vient se reposer à Marseille chez son frère où il rencontre Isidorine Michel, qu'il épouse en 1861. De ce mariage naîtra une fille. 
Arrivé à cet âge de trente ans, Joseph Soumy souffre d'une irido-choroïdite glaucomeuse. Si le 12 mai 1860 il est le témoin de mariage de son ami Antoine Vollon — Au premier Salon des refusés, en mai 1863, Antoine Vollon accrochera un Portrait de Joseph Soumy —, s'il fait partie, dès sa création en 1862, de la Société des aquafortistes, il entre en mars 1863 en maison de santé à Saint-Genis-Laval, où, désespéré par l'imminente cécité dont il est persuadé, « au milieu d'un accès de délire et d'amertume », il se jette par la fenêtre le 26 juillet suivant.
François Chifflard a gravé son portrait à l'eau-forte en 1860.

## Contributions bibliophiliques

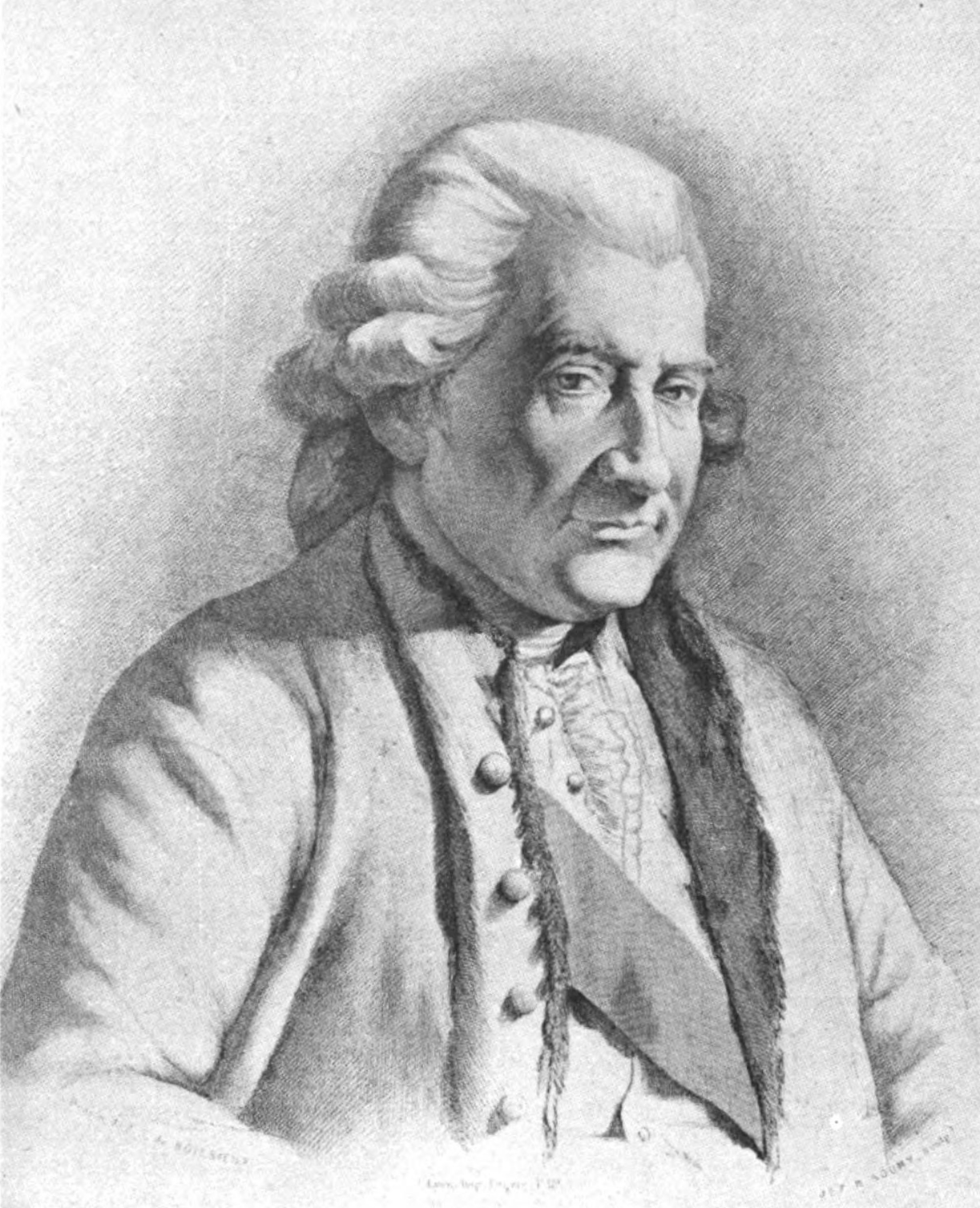
Philippe de la Salle, gravé d'après un dessin de Jean-Jacques de Boissieu (Portraits d'artistes lyonnais gravés par les lauréats des concours de la Société).

- Société des aquafortistes (introduction d’Eugène Montrosier), Eaux-fortes modernes originales et inédites, 5e volume, Paris, Cadart et Luquet éditeurs, 1866, 60 eaux-fortes originales dont Mendiant romain par Joseph Soumy[15].
- Société des amis des arts de Lyon, Portraits d'artistes lyonnais gravés par les lauréats des concours de la Société, Imprimerie Louis Perrin et Mariset, 1872, quatre gravures dont Portrait de Philippe de la Salle gravé sur cuivre par Joseph Soumy d'après Jean-Jacques de Boissieu.

## Expositions collectives
- Salon de Paris, 1859, 1861 (Portrait de César Borgia d'après Raphaël).
- Savoir-faire. La formation des artistes à l'époque de Paul Baudry, musée municipal de La Roche-sur-Yon, d'octobre 2007 à janvier 2008.
- Michel-Ange au siècle de Carpeaux, musée des Beaux-Arts de Valenciennes, mars-juillet 2012.

## Réception critique
« Soumy aurait eu sur l'école moderne de gravure une influence assurée. Il savait son métier aussi habilement que les plus habiles. Il avait de plus que ces habiles une intuition nette et décisive de la philosophie de l'art. Il reportait tout à l'expression de la poésie intime et de l'harmonie générale. Il ne s'astreignait à aucune pratique de convention ou de tradition pour exprimer les chairs, les vêtements, les cheveux, les substances résistantes ou souples. Il étudiait avec son burin, comme il le faisait avec son pinceau ou avec son crayon, imitant en cela les maîtres du XVIIe siècle français, la plus noble des écoles de gravure. » - Philippe Burty

## Récompenses et distinctions
- Médaille d'or du concours de gravure, École des beaux-arts de Lyon, 1847.
- Prix de la Société des amis des arts, Lyon, 1849, pour le Portrait de Philippe de la Salle.
- Prix de Rome de gravure, 1854, pour Académie d'homme, burin[16].

## Élèves
- Jean-Baptiste Poncet (1827-1901), copiste au musée du Louvre en 1854 avec pour maître Joseph Soumy[17].

## Collections publiques
- Australie
  - Canberra, Galerie nationale d'Australie : Mendiant romain, eau-forte[18].
  - Sydney, Galerie d'art de Nouvelle-Galles du Sud : Portrait de François Ier d'après Le Titien, gravure.
- États-Unis
  - Boston, musée des Beaux-Arts : Mendiante romaine, gravure.
  - Iowa City, University of Iowa Museum of Art (en) : Les Forges d'Allevard (Dauphiné), gravure.
- France
  - Bayonne, musée Bonnat-Helleu : Portrait de Jean-Baptiste Carpeaux, peinture[4].
  - Lyon, musée des Beaux-Arts :
    - Le Dédain, peinture ;
    - La Création de l'Homme, dessin d'après Michel-Ange[2].

  - Marseille, musée des Beaux-Arts : La Carolina, peinture.
  - Paris :
    - Bibliothèque nationale de France.
    - département des arts graphiques du musée du Louvre : fonds de dessins, dont Portrait de Jean-Baptiste Carpeaux, ancienne collection du prince Georges Stirbey.
    - École nationale supérieure des beaux-arts : Académie d'homme, 1854, gravure au burin[16].

  - Le Puy-en-Velay, musée Crozatier :
    - Portrait de Madame Michel, belle-mère de l'artiste, peinture ;
    - Tête d'homme, dessin.

  - Senlis, musée d'Art et d'Archéologie : Les Romains de la décadence, peinture d'après Thomas Couture[19].
  - Valenciennes, musée des Beaux-Arts :
    - Portrait de Jean-Baptiste Carpeaux, peinture[5] ;
    - Portrait de jeune fille, peinture.
- Royaume-Uni
  - Londres, National Gallery of Art[20] :
    - Mendiant romain, gravure ;
    - Mendiante romaine ;
    - La Morte, d'après François Chifflart, gravure.